# Centella abbreviata
Centella abbreviata là một loài thực vật có hoa trong họ Hoa tán. Loài này được (A. Rich.) Nannf. mô tả khoa học đầu tiên năm 1924.